# 高見茂人
高見 茂人（たかみ しげひと、1946年 - ）は、日本の医師、内科学者。

## 履歴
- 1973年 - 東京大学医学部卒、医療法人建和会・柳原病院
- 1974年 - 東京大学附属病院第一内科

## 人物
臨床医の立場から現代の日本の医療の問題について発言をおこなっている。

## 業績
- 甲状腺機能低下症を合併した高γ-グロブリン血症・抗核抗体陽性のhcv-rna陽性肝硬変症の1例 （1995）
- 著明な骨破壊を伴った膝関節色素性絨毛結節性滑膜炎の1例 （1995）
- 異所性副腎腺腫によるcushing症候群の1例 : 第370回東京地方会 （1978）
- 症例 消化管の著明な拡張 菲薄化を認めた全身性硬化症の1剖検例 （2003）

## 著作
- 検査値で読む人体（講談社現代新書）
- 『私の肝臓病』（勁草書房）
- 編著「今日の外来診療」（医学書院）